# Жанзаков, Абдулла
Абдулла Жанзаков (1918 — 1944) — ефрейтор Рабоче-крестьянской Красной Армии, участник Великой Отечественной войны, Герой Советского Союза (1944).

## Биография
Абдулла Жанзаков родился в 1918 году в селе Акраб (ныне — Хобдинский район Актюбинской области Казахстана). Казах Получил начальное образование, после чего работал в совхозе. 
В 1940 году Жанзаков был призван на службу в Рабоче-крестьянскую Красную Армию. С 1941 года — на фронтах Великой Отечественной войны. К июню 1944 года гвардии ефрейтор Абдулла Жанзаков был автоматчиком 196-го гвардейского стрелкового полка 67-й гвардейской стрелковой дивизии 6-й гвардейской армии 1-го Прибалтийского фронта. Отличился во время освобождения Витебской области Белорусской ССР.
23 июня 1944 года во время штурма вражеского опорного пункта у деревни Сиротино Шумилинского района Жанзаков подавил огонь немецкого дзота и уничтожил более 10 вражеских солдат и офицеров. 24 июня он переправился через Западную Двину в районе деревни Буй Бешенковичского района и принял активное участие в захвате плацдарма на её западном берегу. 30 июня 1944 года во время форсирования реки Ушача в Полоцком районе Жанзаков погиб. Похоронен в деревне Заскорки Полоцкого района.
На братской могиле в Заскорках указано, что в ней похоронен погибший в 1944 году при форсировании реки Ушача Герой Советского Союза Абдулла Жанзаков. На самом деле А. Жанзаков похоронен в братской могиле возле небольшой деревеньки Логани Вороничского сельсовета, что в 6 километрах западнее Заскорок. Табличка с именем Абдуллы Жанзакова перенесена на братскую могилу в Заскорки потому, что д. Логани находится в труднодоступной местности.  

## Награды и звания
Указом Президиума Верховного Совета СССР от 22 июля 1944 года гвардии ефрейтор Рабоче-крестьянской Красной Армии Абдулла Жанзаков посмертно был удостоен высокого звания Героя Советского Союза. Также был награждён орденами Ленина и Славы III степени, рядом медалей.